# Dayton Callie
Dayton Callie (Newark (New Jersey), 1946) is een Amerikaans acteur, filmproducent en scenarioschrijver.
Callie begon in 1984 met acteren in de film Preppies, waarna hij nog meerdere rollen speelde in films en televisieseries. Hij is vooral bekend van zijn rol als chief Wayne Unser in de televisieserie Sons of Anarchy waar hij in 88 afleveringen speelde (2008-2014). In 2007 werd hij samen met de cast genomineerd voor een Screen Actors Guild Award voor zijn rol in de televisieserie Deadwood.

## Filmografie

### Films
Uitgezonderd korte films.
- 2020 Table 13 - als Solace
- 2019 Deadwood: The Movie - als Charlie Utter
- 2018 City of Lies - als inspecteur O'Shea
- 2016 Abattoir - als Jebediah Crone
- 2016 Alleluia! The Devil's Carnival - als de kaarthouder
- 2012 The Motel Life – als oom Gary
- 2012 The Devil's Carnival – als kaarthouder
- 2011 Few Options – als Warden Winslow
- 2009 Halloween II – als lijkschouwer Hooks
- 2008 New Orleans, Mon Amour – als Utterman
- 2007 The Final Season – als Mr. Stewart
- 2007 7-10 Split – als Mr. Baxter
- 2007 The Pink Conspiracy – als Beaver
- 2005 Break a Leg – als Saul Rubin
- 2003 Ash Tuesday – als oom Louie
- 2002 Nancy Drew – als politieagent
- 2002 Derailed – als Lars
- 2002 Women vs. Men – als pizzaman
- 2002 Turn of Faith – als Patty Murphy
- 2002 Undisputed – als Yank Lewis
- 2001 Boss of Bosses – als Neil Dellacroce
- 1997 Lesser Prophets – als Bernie
- 1997 Executive Target – als Bela
- 1997 Volcano – als Roger Lapher
- 1996 The Last Days of Frankie the Fly – als Vic
- 1995 To Wong Foo Thanks for Everything, Julie Newmar – als gekke Elijah
- 1995 The Last Word – als Encee
- 1995 Body Language – als Frank DeMarco
- 1995 Tyson – als sportverslaggever
- 1995 Ed McBain's 87th Pecinct: Lightning – als Monroe
- 1990 Going Under – als Generaal Confusion
- 1990 Return to Green Acres – als chauffeur bulldozer
- 1989 Alien Space Avenger – als vieze veteraan
- 1987 At Mother's Request – als ziekenhuismedewerker
- 1984 Preppies – als breakdanser

### Televisieseries
Uitgezonderd eenmalige gastrollen.
- 2016-2017 Fear the Walking Dead - als Jeremiah Otto - 9 afl.
- 2008-2014 Sons of Anarchy – als chief Wayne Unser – 88 afl.
- 2012 The Booth at the End – als Jack – 5 afl.
- 2011 The Cape – als burgemeester Stewart Welkins – 2 afl.
- 2007 John from Cincinnati – als Steady Freddie Lopez – 9 afl.
- 2006-2007 CSI: Crime Scene Investigation – als Ernie Dell – 3 afl.
- 2004-2006 Deadwood – als Charlie Utter – 36 afl.
- 2002 Port Charles – als huurbaas – 2 afl.
- 2001 Roswell High – als Joey Ferrini – 2 afl.
- 1998 Vengeance Unlimited – als Chick Bidally – 2 afl.

### Filmproducent
- 1997 Executive Target – film

### Scenarioschrijver
- 1997 Executive Target – film
- 1996 The Last Days of Frankie the Fly – film

- Gemeinsame Normdatei: 140469168
- MusicBrainz: 66ba0168-2b74-467e-8dda-c6f775a0f088
- Virtual International Authority File: 107164432
- WorldCat: E39PBJvXmhby8BRVbyVphWXPQq